# Millerichthys robustus
Millerichthys robustus är en fiskart som först beskrevs av Miller och Hubbs, 1974.  Millerichthys robustus ingår i släktet Millerichthys och familjen Rivulidae. IUCN kategoriserar arten globalt som otillräckligt studerad. Inga underarter finns listade i Catalogue of Life.